# Noabennarella costaricensis
Noabennarella costaricensis är en insektsart som beskrevs av Holzinger och Kriton Kunz 2006. Noabennarella costaricensis ingår i släktet Noabennarella och familjen kilstritar. Inga underarter finns listade i Catalogue of Life.